# ماتي أسكين
ماتي أسكين (بالإنجليزية: Matty Askin)‏ مواليد 24 ديسمبر 1988 في بارنسلي، المملكة المتحدة، هو ملاكم محترف إنجليزي بدأ مسيرته الاحترافية سنة 2008.

## المسيرة الاحترافية
من نزالاته:
- خسر أمام أوفيل ماكنزي (27-03-2015).

## إحصائيات
خاض خلال مسيرته 25 نزالا، فاز في 21 وتعادل في 1 وخسر في 3. فاز بالضربة القاضية في 13 نزالا.

## وصلات خارجية
- ماتي أسكين على موقع بوكس ريك (الإنجليزية) (registration required)
- الموقع الرسمي